# 不動西町
不動西町（ふどうにしまち）は、徳島県徳島市の町名。不動地区に属している。不動西町一丁目から不動西町四丁目が存在する。郵便番号は770-0064。

## 地理
徳島市の北部に位置し、飯尾川右岸・鮎喰川左岸に位置する。四丁目には豊玉姫命を主祭神とする旧村社・式内社の雨降神社が存在する。
元は新居町南新居の一部で、昭和30年に現在の町名となった。

### 河川
- 吉野川
- 鮎喰川
- 飯尾川
- 赤池川
- 逆瀬川

## 世帯数と人口
2022年（令和4年）9月1日現在の世帯数と人口は以下の通りである。
| 町丁          | 世帯数  | 人口  |
| ------------- | ------- | ----- |
| 不動西町1丁目 | 79世帯  | 172人 |
| 不動西町2丁目 | 16世帯  | 27人  |
| 不動西町3丁目 | 53世帯  | 108人 |
| 不動西町4丁目 | 115世帯 | 229人 |
| 計            | 263世帯 | 536人 |

## 小・中学校の学区
市立小・中学校に通う場合、学区は以下の通りとなる。
| 番地 | 小学校             | 中学校             |
| ---- | ------------------ | ------------------ |
| 全域 | 徳島市立不動小学校 | 徳島市立不動中学校 |

## 交通

### 道路
都道府県道
- 徳島県道・香川県道1号徳島引田線
- 徳島県道15号徳島吉野線

### バス
徳島バス
- 一の橋
- 不動西町四丁目
- 日吉
- 不動西町一丁目
- 不動回転場

## 施設
- 雨降神社
- JA徳島市機械化センター